# إيما إيهرر
إيما إيهرر (بالانجليزية: Emma Ihrer) (3 يناير عام 1857 - 8 يناير عام 1911)، نسوية ونقابية ألمانية عُرفت بنشاطها في تأسيس المجتمعات للدفاع عن حقوق العاملات.

## رئيسة الاتحاد
في عام 1889، حضرت إيهرر وكلارا زتكن (1857-1933) كمندوبتي الحزب الاشتراكي الديمقراطي المؤتمر الاشتراكي الدولي في باريس. وكان هذا المؤتمر التأسيسي للأممية الثانية. قدما اقتراحًا ضد التمييز ضد عمالة الإناث ليكفل للمرأة حقوقًا متساوية في الحركة النقابية. في خريف عام 1890، ألغت الحكومة البروسية القوانين المناهضة للاشتراكيين، ما جعل إجراء العمل النقابي ممكنًا بتدخل ضئيل نسبيًا. في الفترة من 16 إلى 17 نوفمبر عام 1890، عُقد المؤتمر التاريخي الأول لنقابات العمال الألمان، الذي أنشئت من خلاله اللجنة العامة لنقابات العمال الألمانية (بالألمانية: Generalkommission der Gewerkschaften Deutschlands). أبدت إيهرر إصرارها على أن النظام الأساسي يسمح بعضوية الإناث وانتُخبت لتكون المرأة الوحيدة في مجلس إدارة اللجنة العامة المكون من سبعة أشخاص. تم الاعتراف بها على نطاق واسع في الصحافة على أنها «روح الإثارة بين النساء الاشتراكيات».
لاحظت إيهرر أنه بعد عقود من تشكيل الحزب الاشتراكي الديمقراطي، لم تكن هناك حتى الآن حركة جماهيرية للنساء البروليتاريات، نتيجةً لافتراضات تفوق الذكور داخل الحزب إلى جانب وجود الحواجز القانونية. أسست إيهرر الصحيفة الأسبوعية دي آربايتيغن (بالانجليزية: The Woman Worker) (ذا وومن ووركر)، والتي طُبعت للمرة الأولى في يناير من عام 1891، لكنها لم تحقق نجاحًا كبيرًا. كانت هذه الصحيفة خليفة لصحيفة دي شتاتسبوغكين (بالانجليزية: The Citizeness) (ذا سيتزينس) قصيرة الأمد، والتي أسسها جيرترود غويلام-شاك إلى أن تم حظرها في يونيو عام 1886. بحلول يناير عام 1892، واجهت الصحيفة ضائقة مالية ووُضعت تحت تصرف كلارا زتكن من قِبَل ديتز فيرلاغ التابعة للحزب الاشتراكي الديمقراطي. أعادت زتكن تسمية الصحيفة ليُصبح دي غلايشهايد (إكواليتي) بعد أن تولت إدارتها. مثلما تشير هذه العناوين، استهدفت صحيفة ذا سيتيزينس النساء الساعيات إلى الحقوق السياسية، أما صحيفة ذا وومن ووركر فقد شجعت المرأة البروليتارية، في حين استهدفت صحيفة إكواليتي النساء الساعيات إلى المساواة الكاملة في الحقوق. بحلول عام 1900، لم يعد اسم إيهرر يظهر في الصحيفة على الإطلاق.
أسست إيهرر مجتمعات نسوية أخرى، التي تميزت بكونها ذات طبيعة اشتراكية بشكل عام، ما أدى إلى حدوث مشاكل مستمرة تقريبًا مع الشرطة. في عام 1893، نشرت إيهرر كتيبًا عن أصل وتطوير المنظمات العمالية في ألمانيا، ثم في عام 1898 نشرت بحثًا مؤثرًا عن العمال في الصراع الطبقي. في مؤتمر الحزب الديمقراطي الاشتراكي لعام 1900، طالبت إيهرر بألا يظل مبدأ المساواة الاشتراكي الديمقراطي نظريًا، بل يجب وضعه قيد التنفيذ. في عام 1903، تم تعيين إيهرر رئيسة لجمعية العاملات الصناعيات. في عام 1904، تم تشكيل لجنة نسائية نقابية برئاسة إيهرر، والتي تهدف للنهوض بعمل المرأة والمساعدة في تنفيذ القرارات المناسبة في الكونغرس. ساعدت إيهرر في تأسيس منظمة الخدم، اتحاد عمال المنازل في ألمانيا، وقضت فترة بمنصب رئيسة لاتحاد عمال الزهور والريش والأوراق.
توفيت إيما إيهرر في 8 يناير من عام 1911 في برلين. يقع قبرها في برلين ليشتنبرغ في مقبرة فريدريشفلد المركزية (ذكرى الاشتراكيين)، في غودرونشتراس. تم تسمية شارع في برلين تكريمًا لها Emma-Ihrer-Straße (شارع إيما إيهرر)، إلى جانب بلدة صغيرة يُطلق عليها فلتن. أصدرت خدمة البريد الألمانية طابعًا بصورتها.